# Maixabel Lasa
Maixabel Lasa Iturrioz (Legorreta, Guipúzcoa, 1951) est une activiste et politique espagnole, directrice du Bureau d'Attention aux Victimes du Terrorisme du Gouvernement Basque entre 2001 et 2012. Veuve de Juan María Jáuregui, politique basque membre du parti du PSE-EE assassiné par ETA, elle fut l'une des premières victimes a accepter de s'entretenir avec les assassins de son mari dans leur prison,.

## Débuts en politique
Dans les années 1970 elle a commencé à participer en politique dans le parti PCE-EPK, aux côtés de son mari Juan María Jáuregui. Dans les années 1980 elle s'est affiliée au Parti Socialiste d'Euskadi (PSE-PSOE).

## Victime du terrorisme
En l'an 2000, le groupe terroriste ETA a assassiné son mari Juan María Jauregi (PSOE). Il avait avec elle une fille, María.

## Rencontres reconstructives
Elle a participé au projet de justice restaurative de Nanclares, rencontres initiées à la demande d'une série de prisonniers ex-membres d'ETA que voulaient se réunir avec des victimes. En 2011, Lasa a reçu une demande de Luis Carrasco, un des trois assassins de son mari. Lasa ayant toujours défendu les deuxièmes chances, elle a voulu mettre en pratique l'un de ses principes. Elle s'est rendu compte que ces personnes sentaient véritablement le dommage qu'ils avaient causé et s'en repentaient,,. En 2014, Ibon Etxezarreta l'a aussi sollicité afin de la rencontrer. En 2021 Patxi Makazaga a aussi demandé une rencontre avec Lasa.

## Maixabel, Le film
Lasa définit le film Maixabel (2021) de la réalisatrice Iciar Bollain comme un chant en faveur du besoin de cohabitation, de coexistence dans la diversité mais en se respectant tous les uns les autres et un chant à la "de-legitimation" de l'usage de la violence,. Le film nous montre comment se sont déroulées les rencontres reconstructives, car c'est un sujet assez méconnu du grand public. 
"Avec la violence on ne réussit absolument à rien, ce qu'il faut réussir il le faut d'une autre forme, par la pédagogie, en écoutant son voisin et en cherchant des solutions aux problèmes que nous avons chaque jours, en utilisant principalement la parole".

## Collaborations
- La fin d'ETA (2017), film documentaire espagnole dirigée par Justin Webster.
- La balle basque, la peau contre la pierre (2003), documentaire de 2003 dirigé par Julio Medem.
- Documentaire Zubiak ("Ponts", en espagnol), le premier chapitre de la série de Movistar+, ETA: la fin du silence[5].
- [Publication] Victimes et politique pénitentiaire. Clefs, expériences et défis de futur (Ed. Catarata, 2019)[14].

## Prix et distinctions
- 2009 - Prix de la Fondation López de Lacalle par son "estimable et infatigable labeur en défense de la liberté, des valeurs démocratiques et de la tolérance"[15].
- 2013 - Prix Nationale de Droits Humains, de l'Association pro Droits Humains d'Espagne pour l'expérience de dialogue entre des ex-miembres d'ETA et ses victimes[16].
- 2015 - Mémorial Joan XXIII, pour son travail stimulation du dialogue entre les différents acteurs liés à la violence au Pays Basque[17].